# Douglas Dedge
Douglas Dedge (18 juin 1966 — 18 mars 1998) était un combattant américain de Mixed Martial Arts. Il est le premier pratiquant de combat libre à décéder des suites d'un combat de MMA, lors de l'International Super Challenge à Kiev en Ukraine.
Douglas Dedge avait fondé une école de combat libre à Enterprise dans l'Alabama et participait aux compétitions MMA et Toughman dans le sud des États-Unis jusqu'à ce qu'il soit touché par une sévère commotion cérébrale et un probable traumatisme crânien, ce qui amena de nombreux médecins à lui conseiller de passer une année sans combat. Dedge ne suivit pas ces recommandations.
Plus tard, des amis diront qu'il ne pensait pas que ces lésions à la tête étaient aussi graves qu'elles ne l'étaient vraiment.
Selon certaines sources, il fut interdit de combat aux États-Unis et au Japon.
Le coup fatal porté sur Dedge s'est déroulé lors de l'international Super Challenge à Kiev (Ukraine) le 16 mars 1998. L'évènement a été annoncé comme la rencontre de "l'Ukraine contre le reste du monde" et rassembla près de 4000 spectateurs. Pour construire la "world team", l'organisateur fit circuler des invitations sur Internet qui garantissaient des frais de séjour et de voyage pour les concurrents potentiels, ainsi que 2000$ pour combattre et 3000$ de plus pour une victoire. Dedge était l'un des trois combattants américains à avoir été retenu.
Dedge s'engagea face au lutteur Yevgeni Zolotarev et attaqua les séances d'entrainement. Des amis de Dedge ont reconnu plus tard qu'ils avaient vu Dedge s'évanouir plusieurs fois lors de ces séances.
Lors du combat, Dedge se retrouva dos au sol, sous son adversaire, et reçut une quinzaine de coups à la tête avant que l'arbitre ne stoppe le combat au bout de 5 minutes. Il perdit rapidement connaissance après le combat, et décéda deux jours plus tard à l'institut de neurochirurgie de Kiev, des suites de sa commotion cérébrale.
La mort de Douglas Dedge a remis en question le fait d'autoriser les spectacles de MMA (Mixed Martial Arts) aux États-Unis, et ce fut l'une des raisons citées par le cofondateur de l'UFC[Quoi ?] et le producteur de spectacle Art Davie de quitter l'UFC, en clamant que la mort de combattants causerait la mort de l'UFC. Par la suite, il s'engagea à promouvoir les évènements de l'organisation de kickboxing K-1 aux États-Unis.
Depuis le 30 novembre 2007, l'américain Sam Vasquez a rejoint Douglas Dedge dans la liste des combattants morts officiellement dans un tournoi de combat libre.
Deux artistes français ont récemment fait une exposition en hommage à Douglas Dedge.